# 逮捕

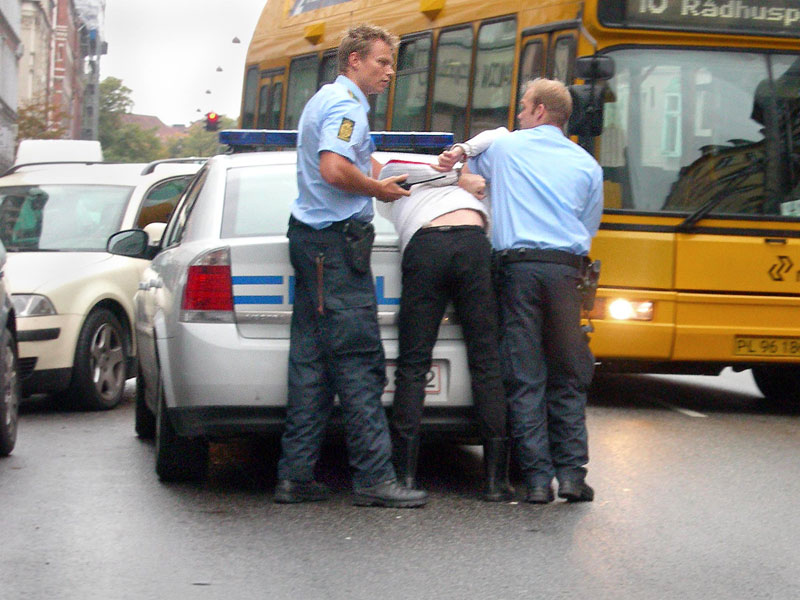
コペンハーゲンにおける逮捕の例

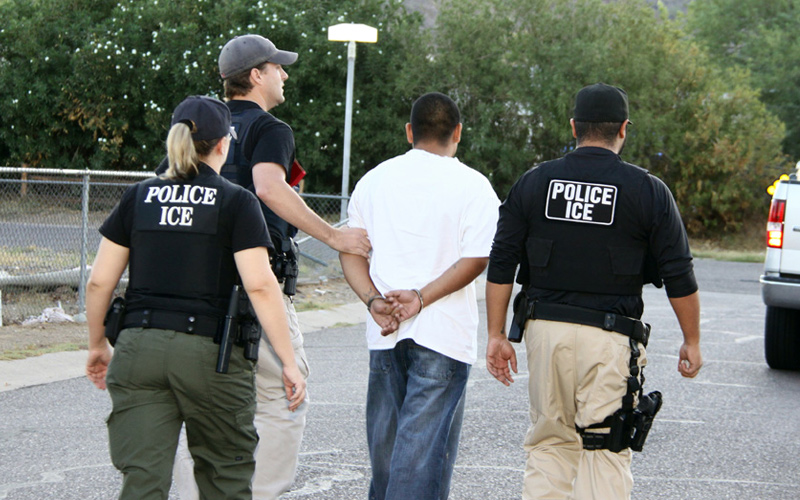
アメリカの警察による逮捕の例

逮捕（たいほ、英: arrest）とは、犯罪に関する被疑者の身体的拘束の一種。
逮捕の意味は各国での刑事手続の制度により大きく異なる。英米法における逮捕は裁判官に引致するための制度であり、日本法では勾留請求は逮捕とは異なる新たな処分とされているから、英米法の逮捕と日本法の逮捕とは全く制度を異にする。日本法における逮捕は捜査官のいる場所への引致である。 

## 日本法
逮捕は、捜査機関または私人が被疑者の逃亡及び罪証隠滅を防止するため強制的に身柄を拘束する行為である。なお、検挙は捜査機関が被疑者を特定し、捜査手続を行うことである。広義には、書類送検または微罪処分を行った場合も含む。
現行法上、逮捕による身柄の拘束時間は原則として警察で身柄拘束時から48時間・検察で身柄の受け取りから24時間、または身柄拘束時から合計72時間（検察官による逮捕の場合は身柄拘束時から48時間）である。

### 諸原則
逮捕の諸原則として逮捕前置主義・事件単位の原則・逮捕勾留一回性の原則がある。

### 種類
現行法上、逮捕には通常逮捕、緊急逮捕、現行犯逮捕の3種類がある。

#### 通常逮捕
通常逮捕とは、事前に裁判官から発付された令状（逮捕状）に基づいて、被疑者を逮捕することである（憲法33条、刑訴法199条1項）。これが逮捕の原則的な法的形態となる。
逮捕状の請求権者は、検察官または司法警察員である（刑訴法199条2項）。逮捕状の請求があったときは、裁判官が逮捕の理由（「被疑者が罪を犯したことを疑うに足りる相当な理由」。嫌疑の相当性）と逮捕の必要を審査して、逮捕状を発付するか（同条、刑訴規143条）、請求を却下するか判断する。ただし、法定刑の軽微な事件については、被疑者が住居不定の場合または正当な理由がなく任意出頭の求めに応じない場合に限る（刑訴法199条1項）。裁判官は、必要であれば、逮捕状の請求をした者の出頭を求めてその陳述を聴き、またはその者に対し書類その他の物の提示を求めることができる（刑訴規143条の2）。
逮捕状により被疑者を逮捕するには、逮捕状を被疑者に示さなければならない（刑訴法201条1項）。逮捕状を所持しないためこれを示すことができない場合において、急速を要するときは、被疑者に対し被疑事実の要旨及び令状が発せられている旨を告げて、その執行をすることができる（同条2項・73条3項。緊急執行）。ただし、令状は、できる限り速やかにこれを示さなければならない（同条2項・73条3項ただし書）。
明文規定はないものの、逮捕に際しては社会通念上逮捕のために必要かつ相当と認められる限度で実力行使が認められると解されている。反抗を制圧し、手錠をかけ、腰縄をつけることなどがこれに当たる。このように、実力行使は警察比例の原則に基づいて認められるため、逮捕されたからといって必ずしも手錠がかけられるわけではない。一般には逮捕状を呈示し被疑事実と執行時刻を確認・読み上げて連行する形が執られる。

#### 緊急逮捕
検察官、検察事務官または司法警察職員は、死刑または無期もしくは長期3年以上の懲役もしくは禁錮にあたる罪を犯したことを疑うに足りる充分な理由がある場合で、急速を要し、裁判官の逮捕状を求めることができないときは、その理由を告げて被疑者を逮捕することができる（刑事訴訟法210条1項）。これを緊急逮捕という。
緊急逮捕した場合には、直ちに裁判官の逮捕状を求める手続をしなければならず、逮捕状が発せられないときは、直ちに被疑者を釈放しなければならない（刑事訴訟法210条1項）。

#### 現行犯逮捕
現に罪を行い、または現に罪を行い終った者を現行犯人という（刑事訴訟法212条1項）。また、刑事訴訟法に定められた罪を行い終ってから間がないと明らかに認められる者も現行犯人とみなされる（準現行犯、刑事訴訟法212条2項）。現行犯人は、何人でも、逮捕状なくしてこれを逮捕することができる（刑事訴訟法213条）。
検察官、検察事務官および司法警察職員以外の者は、現行犯人を逮捕したとき（これを実務上、私人逮捕という）は、直ちにこれを地方検察庁もしくは区検察庁の検察官または司法警察職員に引き渡さなければならない（刑事訴訟法214条）。

## EU法

### 欧州逮捕令状等
欧州連合加盟国は各国が司法制度を運用しており、多数の異なる司法制度が並行して存在している。
しかし、国際犯罪等に対応するため刑事分野での実質的協力として欧州逮捕状（European arrest warrant）の制度が設けられており、承認に膨大な時間がかかっていた犯罪人引き渡し手続きに代わる制度として2004年1月に導入された。また、刑事分野での実質的協力として、2003年、ハーグ（オランダ）に各加盟国の捜査・検察当局が犯罪捜査で協働できるようにするためユーロジャスト（Eurojust）が設立された。なお、ユーロジャストを基盤に、EUの経済利益を損なう犯罪を捜査し犯罪者を起訴する役割を担う欧州検察庁が設立された。

### EU指令
2012年のEU指令（指令2012/13/EU）は、被疑者・被告人の権利及び欧州逮捕令状の対象とされる者の権利について規定する。2010年7月20日に欧州委員会によって「刑事手続きにおける情報に対する権利に関する指令提案」として提出され、2012年5月22日に欧州議会及び理事会によって「指令2012/13/EU」として採択され、同年6月1日に公布された。
本指令は全14条で第4条で「逮捕に関する権利の通知状」、第5条で「欧州逮捕令状手続きにおける権利の通知状」について規定する。

## 英米法
英米法における逮捕は被疑者を裁判官に引致するための制度である。

### 令状の有無
また、アメリカでも講学上または一般用語として「現行犯逮捕」が用いられることもあるが、一般にはarrest with warrant（令状逮捕）とarrest without warrant（無令状逮捕）という区別で議論されることのほうが多い。そもそもアメリカの刑事手続では重罪（felony）とされる犯罪について広い範囲で無令状逮捕（arrest without warrant）が認められており、例えば強盗事件では相当の理由（probable cause）があれば事件から1週間を経過していても無令状で逮捕できる。

### 短い逮捕期間、事後審査重視
アメリカでも逮捕は令状主義が原則であるが、合衆国憲法では厳格な令状主義はとられておらず、連邦最高裁が重罪(felony)とされる犯罪については犯人であると信ずる「相当な理由」(Probable cause)があれば令状なく逮捕できるとしているため、実際には、原則と例外が逆転しており、逮捕(Arrest)のほとんどは無令状逮捕(arrest without warrant)であるとされる。ただし、アメリカの刑事手続では逮捕後24時間以内（州によっては最大72時間以内）に捜査を終了させ身柄を裁判所に引き渡す必要がある。
アメリカの刑事手続では逮捕に関しては比較的緩やかな基準で許容される一方、逮捕後には直ちに裁判所が関与してその正当性が審査されるという制度がとられている。裁判官による逮捕の相当性の審査は逮捕前の事前審査よりも逮捕後の事後審査のほうに重点を置いた制度となっている。

### 自宅拘禁
自宅拘禁は逮捕されないままの書類送検・在宅起訴とは異なり、裁判前の自宅での未決拘禁であって勾留・収監の代用である。基本的には外出や旅行が制限され電子監視が行われるが、拘禁の期間は未決勾留期間として刑期から差し引かれる。自宅拘禁は中世においては主に反体制活動の抑止に用いられており、ガリレオ・ガリレイも自宅拘禁されたが、20世紀末の監視カメラの発達により、一般犯罪者の拘禁費用の抑制のためにも自宅拘禁手続が各国に広まった。アメリカでは裁判所の許可を得れば、門限の間は通勤やリハビリテーション通院なども認められる。日本では法務省法制審議会が、GPS装置の装着義務付けを含め「電子監視制度」導入の検討を行っている段階である。

## 国際刑事裁判所の刑事手続
国際刑事裁判所の刑事手続では、予審裁判部が、検察官の要請により、捜査のために必要とされる命令及び令状を発する権限を有する（国際刑事裁判所に関するローマ規程第57条3）。
被疑者の身柄確保は、捜査の開始後、検察官の請求により予審裁判部が被疑者に係る逮捕状を発付して行う（国際刑事裁判所に関するローマ規程第58条1）。ただし、任意出頭が確保できる場合には、検察官は、逮捕状を求めることに代わるものとして、被疑者に出頭を命ずる召喚状の発付を予審裁判部に請求することができる（国際刑事裁判所に関するローマ規程第58条7）。
逮捕状の執行は被請求国の司法制度が機能している限りは、国際刑事裁判所への国際協力・司法上の援助として実行される。
なお、国際刑事裁判所は、原則として、被請求国に対して国家又は外交上の免除に関する国際法に基づく義務に違反することとなる引渡しの請求を求めることができない（国際刑事裁判所に関するローマ規程第98条）。自国に滞在する外交官の外交特権などを考慮したものである。

## 人権との関係

### 無罪推定の原則
逮捕された被疑者は、本来ならば、市民的及び政治的権利に関する国際規約第14条2項にもあるように、刑事上の事実認定や法上の取り扱いにおいて無罪を推定されているべき立場である。
しかし、「逮捕 ＝ 犯罪者」という誤解が広く根付いており、日本においては特にその傾向が顕著である。そのため、企業にとっては、関係者が逮捕されれば自社の評判が落ちること必至であることから、誤認逮捕の場合や無罪となるべき場合であっても、被逮捕者の人権を軽視した対応を取りがちになり、トラブルになりやすいという問題がある。
たとえば、不動産賃貸借契約において逮捕された場合は賃借人は退去する旨の条項を設け、逮捕された時点で入居者を強制的に退去させようとしてトラブルになることなどが考えられる。ただし、無罪推定の原則および信頼関係破壊の法理により、そのような解除の主張は法的に有効とならないことが多いと考えられる。

### 身体検査
拘置所や留置場では被疑者が違法な物品を施設内に持ち込まないように身体検査の一種である検身がおこなわれる。なかには体腔検査が行われることがあるが、その妥当性について米国で問題になった事例がある。

### 入国の制限
逮捕歴があると入国が認められなかったり、査証（ビザ）の免除が受けられない国がある。例えば米国のビザ免除プログラムは逮捕歴のある者には適用されないため、逮捕歴のある者は入国に先立って査証を取得する必要がある。

### 人種差別
人種差別が根強い米国では、白人警官が黒人の市民を狙うようにして、さしたる理由もなく逮捕したり再逮捕する、ということが高頻度で起きている。